# 히키아게샤

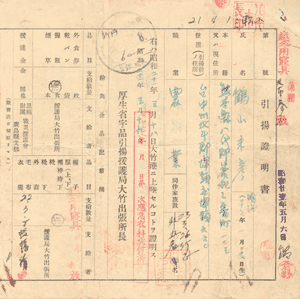
이주 증명서

히키아게샤(일본어: 引揚者)는 제2차 세계 대전까지의 시대에 타이완·한반도·남양 군도 등의 외지, 일본에서 많은 이주민을 보내고 있던 만주국, 소련 침공으로 인해 실효 지배권을 잃은 가라후토 청 등으로 이민(거주)하고 있던 일본인이 일본군의 패배(항복)에 따라 일본 본토에 돌아간 사람을 가리킨다.

## 같이 보기
- 중국 잔류 일본인
- 고려인
- 조선족
- 보트피플